# Hedarebes
Os hedarebes, também conhecido como T’bdawe, é um grupo étnico da região noroeste e nordeste da Eritreia, e da região de fronteira com o Sudão. São uma divisão dos Beni-Amer, que é um subgrupo dos Bejas. Falam a língua Beja, com dialeto Hedarebe, e falam Tigre como segunda língua.

## Etimologia
Os hedarebes se autodenominam T’bdawe. Eram chamados de Blemmyes pelos romanos e bizantinos, e chamados de Bega ou Bougaeiton pelos axumitas. Pode ser encontrado ortograficamente como Hadareb, Hadaareb, Hidareb, Hidarib, e To Bedawie ou To Bedawiat.

## Organização social
Os hedarebes que são nômades, residem em tendas temporárias, feitas de estruturas de madeira e cobertura de esteira de palha. Os hedarebes seminômades, residem em casas com paredes de barro e algumas mobílias.
Os hedarebes formam clãs e subclãs, de organização patrilinear. Os clãs são divididos em linhagens (bedana) e sub-linhagens (hissa), e cada linhagem possui um líder (sheikh) baseado no consentimento do grupo. Casamentos poligâmicos tradicionalmente são aceitos, mas a prática vem diminuindo. E a preferência é por casamentos entre primos de primeiro grau. O casamento é arranjado pelos pais, mas essa tradição vem mudando com as novas gerações. Se paga a "riqueza da noiva", que irá agregar aos bens dos recém-casados; geralmente é gado. A família do noivo presenteia o casal com Tsegad (dois camelos ou oito vacas) e a família da noiva presenteia o casal com Betara (um camelo ou quatro vacas). 

## Divisão de trabalho
Mulheres e meninas fazem tarefas domésticas dentro da tenda e ao redor dela, cozinhando; coletando lenha e água; e fazendo artesanatos. As mães são as responsáveis por cuidar de seus filhos pequenos e, quando precisam coletar água e lenha, seus filhos mais velhos cuidam das crianças menores. Os homens e meninos são responsáveis pelo pastoreio e criação dos animais; comercialização do gado; construção das tendas; e tomadas de decisões da comunidade. Ultimamente, estão ocorrendo mudanças na divisão de trabalho, onde as mulheres passaram a participar do pastoreio de pequenos rebanhos.

## Economia
São um povo nômade sazonal, sua economia é baseada em pastorícia, com criação de camelos, gado, cabras, ovinos e burros. A maior renda é proveniente do comércio de camelos. Alguns hedarebes fazem troca de tapetes e lenha por comida em mercados.